# 이소연 (기상캐스터)
이소연(2001년 12월 4일 ~ )은 대한민국 JIBS 기상캐스터다.  

## 학력
- 한국외국어대학교

## 경력
- 2024년 11월 25일 ~ 현재 :  JIBS 기상캐스터